# Жанакониський сільський округ
Жанакони́ський сільський округ (каз. Жаңақоныс ауылдық округі, рос. Жанаконысский сельский округ) — адміністративна одиниця у складі Шалкарського району Актюбінської області Казахстану. Адміністративний центр — село Аккайтим.
Населення — 618 осіб (2021; 792 у 2009, 939 у 1999, 1813 у 1989).
Станом на 1989 рік існувала Жанакониська сільська рада (села Аккайтим, Карасор, Кокжиде). 1997 року урочище Кзилжулдиз передане до складу Шалкарської міської адміністрації.

## Склад
До складу округу входять такі населені пункти:
| Населений пункт | Колишні назви | Населення, осіб (1989) | Населення, осіб (1999) | Населення, осіб (2009) | Населення, осіб (2021) |
| --------------- | ------------- | ---------------------- | ---------------------- | ---------------------- | ---------------------- |
| Аккайтим, село  | -             | 901                    | 721                    | 620                    | 509                    |
| Карасор, село   | -             | 315                    | -                      | -                      | -                      |
| Кокжиде, село   | -             | 597                    | -                      | -                      | -                      |
| Копасор, село   | -             | -                      | 218                    | 172                    | 108                    |
| --Токтантуз     | -             | -                      | -                      | -                      | 1                      |